# Susie Amy
Susie Amy (født 17. april 1981 i London) er en engelsk skuespiller og model.
Susie Amy er bedst kendt for sin rolle som Chardonnay Lane-Pascoe i serien Footballers' Wives.

## Udvalgt filmografi
- Modigliani (2004)
- La Femme Musketeer (2004)
- House of 9 (2005)